# 國民政府蒙藏委員會舊址
國民政府蒙藏委員會舊址位於重慶市沙坪壩區西永鎮西永村，文物遺址年代為1938年-1946年，2009年12月15日列為第二批重慶市文物保護單位。